# Lois Duncan
Pour les articles homonymes, voir Duncan.
Lois Duncan Steinmetz, née le 28 avril 1934 à Philadelphie (Pennsylvanie) et morte le 15 juin 2016 à Sarasota (Floride), est une romancière américaine, auteur de littérature d'enfance et de jeunesse et journaliste.

## Biographie
En raison du succès du film Souviens-toi... l'été dernier sorti en 1997, le roman de Lois Ducan Comme en un mauvais rêve (I Know What You Did Last Summer), publié la première fois en 1973, est devenu un best-seller. L'auteur a déclaré ne pas aimer l'adaptation de son roman au cinéma. Elle a été consternée qu'on fasse de son roman à suspense un film d'horreur. Six ans auparavant, sa fille de 18 ans a été retrouvée assassinée dans sa voiture. Duncan a eu des difficultés à revenir à l'écriture, et est depuis ce drame sensible aux thèmes du meurtre et de la violence envers les adolescents,.
Elle essaie de résoudre l'assassinat de sa fille. Dans l'espoir d'obtenir de nouvelles preuves ou des témoins, elle a écrit en 1992 un livre sur le sujet : Who Killed My Daughter? (en)
Elle a obtenu en 2015 le Grand Master Awards avec James Ellroy, prix décerné par les Mystery Writers of America, pour l'ensemble de son œuvre.

## Œuvres

### Romans
- Love Song for Joyce (Funk & Wagnalls, 1957) / écrit sous le nom Lois Kerry.
- Debutante Hill (Dodd, Mead, 1957)
- A Promise for Joyce (Funk & Wagnalls, 1958) / écrit sous le nom Lois Kerry.
- Hotel for dogs (Houghton Mifflin, 1971)  — Traduit en français sous le titre Palace pour chiens / trad. Catherine Guillet. Paris : Hachette jeunesse, 2009, 189 p.  (ISBN 978-2-01-201757-3)
- I Know What You Did Last Summer (en) (Little, Brown and Company, 1973)  — Traduit en français sous le titre Comme en un mauvais rêve / trad. Jean-Baptiste Médina. Paris : Hachette, coll. « Voies libres », 1977, 187 p. (ISBN 2-01-004097-X). Adapté au cinéma sous le titre Souviens-toi... l'été dernier, par Jim Gillespie.
- Down a Dark Hall (Little, Brown, 1974)  — Traduit en français sous le titre Blackwood : le pensionnat de nulle part / trad. Luc Rigoureau. Paris : Hachette jeunesse, coll. « Black moon », 2015 (ISBN 978-2-01-203647-5). Adapté au cinéma sous le tire original.
- Summer of Fear (Little, Brown, 1976)  — Adapté à la télévision sous le titre L'Été de la peur (Stranger In Our House) par Wes Craven.
- Killing Mr. Griffin (Little, Brown, 1978)  — Adapté à la télévision sous le titre Prise d'otage sanglante, par Jack Bender.
- Stranger with My Face (Little, Brown, 1981)  — Adapté pour la télévision sous le titre Les Deux visages de ma fille (ou Le Reflet de mon âme) par Jeff Renfroe.
- The Twisted Window (Delacorte, 1987)
- Don't Look Behind You (Delacorte, 1989)  — Traduit en français sous le titre Ne te retourne pas / trad. Ariane Bataille. Paris : Rageot, coll. « Cascade policier », 1996, 185  p. (ISBN 2-7002-2368-3). Adapté à la télévision sous le titre Une famille en sursis, par David Winning.
- Gallows Hill (Delacorte, 1997)  — Adapté à la télévision sous le titre Je t'ai trop attendue... (I've Been Waiting for You), par Christopher Leitch.

### Recueil de nouvelles
- Written in the Stars (Lizzie Skurnick Books, IG Publishing, 2014)

### Documents
- Who killed my daughter ? (Delacorte, 1992)

### Anthologies
- Night Terrors (Simon & Schuster, 1996)
- Trapped ! (Simon & Schuster, 1998)
- On the Edge (Simon & Schuster, 2000)

## Adaptations de romans

### Adaptations cinématographiques
- 1997 : Souviens-toi... l'été dernier (I Know What You Did Last Summer), film américain réalisé par Jim Gillespie, librement adapté du roman Comme en un mauvais rêve.
  - Le film a donné naissance à une série de films du même titre constituée de trois suites : Souviens-toi... l'été dernier 2 (I Still Know What You Did Last Summer) de Danny Cannon,  Souviens-toi... l'été dernier 3 (I'll Always Know What You Did Last Summer) de Sylvain White et un 4e film prévu pour 2025. Une série TV a également été produite.
- 2000 : Ransom : Le Prix à payer (Held for Ransom), film américain réalisé par Lee Stanley, sorti directement en vidéo.
- 2009 : Palace pour chiens (Hotel for Dogs), film américain réalisé par Thor Freudenthal, d'après le roman Hotel for Dogs.
- 2018 : Blackwood, le pensionnat, film américano-espagnol de Rodrigo Cortés, d'après le roman Blackwood : le pensionnat de nulle part.

### Adaptations télévisuelles
- 1978 : L'Été de la peur (Stranger in Our House), téléfilm américain réalisé par Wes Craven, d'après le roman Summer of Fear.
- 1997 : Prise d'otage sanglante (Killing Mr. Griffin), téléfilm américain réalisé par Jack Bender, d'après le roman homonyme.
- 1998 : Je t'ai trop attendue (I've Been Waiting for You), téléfilm américain réalisé par Christopher Leitch, d'après le roman Gallows Hill.
- 1999 : Une famille en sursis (Don't Look Behind You), téléfilm canadien réalisé par David Winning, d'après le roman homonyme.
- 2009 : Les Deux visages de ma fille / Le Reflet de mon âme (Stranger with My Face), téléfilm américain réalisé par Jeff Renfroe, d'après le roman homonyme.
- 2021 : Souviens-toi... l'été dernier (I Know What You Did Last Summer), série télévisée américaine, d'après le roman Comme en un mauvais rêve.